# Lacydes spectabilis
Lacydes spectabilis ist ein Schmetterling (Nachtfalter) aus der Eulenfalter-Unterfamilie der Bärenspinner (Arctiinae).

## Merkmale

### Falter
Die Falter besitzen eine Flügelspannweite von 32 bis 40 Millimetern. Die Grundfärbung der Flügel ist seidig weiß. Auf der Vorderflügeloberseite befindet sich ein dichtes hell bräunliches Fleckenmuster, das bei den Weibchen dunkler als bei den Männchen ist. Die Hinterflügeloberseite zeigt bei den Männchen ein schmales bräunliches Fleckenband nahe am Außenrand. Bei den Weibchen sind auch die Basal- und Diskalregion verdunkelt. Die Fühler der Männchen sind doppelt gekämmt, diejenigen der Weibchen fadenförmig. Der Thorax bei beiden Geschlechtern ist pelzig behaart.

### Ähnliche Arten
Bei der Schwesterart Lacydes incurvata Ebert, 1973 ist die bräunliche Fleckenzeichnung auf der Vorderflügeloberseite blasser ausgebildet.

## Verbreitung und Vorkommen
Das Verbreitungsgebiet von Lacydes spectabilis erstreckt sich von Osteuropa in östlicher Richtung bis nach  China. Die Art besiedelt bevorzugt steppenähnliches Gelände und vegetationsarme Berghänge bis in Höhenlagen von 2800 Metern. Sie wurde auch in Gärten und Parkanlagen gefunden.

## Unterarten
Neben der in Russland, Kasachstan, der Ukraine und in Zentralasien vorkommenden Nominatform Lacydes spectabilis spectabilis sind zwei weitere Unterarten bekannt:
- Lacydes spectabilis annellata (Christoph, 1887), Balkan, Elburs-Gebirge
- Lacydes spectabilis sheljuzhkoi Dubatolov, 1996, Armenien, Türkei

## Lebensweise
Die Hauptflugzeit der nachtaktiven Falter fällt in die Monate August bis Oktober. Beide Geschlechter werden sehr stark von künstlichen Lichtquellen angezogen.  Die Raupen ernähren sich von den Blättern verschiedener niedrig wachsender Pflanzen, speziell von Artemisia-Arten.